# گوسپوجینتسه
گوسپوجینتسه (به صربی: Gospođince) یک منطقهٔ مسکونی در صربستان است که در پریچو واقع شده‌است. گوسپوجینتسه ۳٫۳۵ کیلومتر مربع مساحت و ۴۱ نفر جمعیت دارد.